# Kathy Hochul
Kathleen Courtney Hochul (Buffalo, Erie megye, 1958. augusztus 27. –) amerikai politikus és jogász, New York állam 57. kormányzója 2021. augusztus 24. óta, ezzel New York első női kormányzója.

## Pályafutása
Hochul jogász volt, mielőtt Hamburg városi tanácsának tagja lett volna, 1994 és 2007 között. Erie megye megyei jegyzője volt 2007 és 2011 között, illetve helyettes jegyző volt 2003 és 2007 között.
2011 májusában Hochul megnyerte a négyfős rendkívüli választást, a republikánus Chris Lee lemondása után, ezzel az első demokrata képviselő volt a körzetből az elmúlt 40 évben. 2011 és 2013 között volt New York 26. körzetének képviselője a Képviselőházban. 2012-ben az újraválasztásért induló versenyben legyőzte Chris Collins, miután újrarendezték körzetének határait.
Miután elhagyta a Kongresszust, a buffaloi M&T Bank kormánykapcsolati specialistája volt. 2014-ben Andrew Coumo őt választotta, mint helyettes kormányzója az éves választásokon. 2018-ban ismét újraválasztották a párost.
New York alkormányzója Antonio Delgado 2025 februárjában utalást tett arra, hogy meg fogja pályázni Hochul kormányzói pozícióját. Hochul erre válaszul megfosztotta Delgadót az irodájától és az államtól kapott elektronikus eszközeitől, valamint személyzetének nagy részét áthelyezte. Már korábban is voltak problémák a két fél között, nem értettek egyet egyes politikai döntésekben, Delgado kijelentette, hogy nem fog újra indulni Hochullal 2026-ban.

## Választási eredmények
| Párt     | Jelölt          | Szavazatok | %     |
| -------- | --------------- | ---------- | ----- |
|          | Kathy Hochul    | 143,796    | 66.96 |
|          | Bill O’Loughlin | 70,959     | 33.04 |
| Összesen | Összesen        | 214,755    | 100.0 |

| Párt     | Jelölt                    | Szavazatok | %     |
| -------- | ------------------------- | ---------- | ----- |
|          | Kathy Hochul (hivatalban) | 220,527    | 77.33 |
|          | Clifton M. Bergfeld       | 64,658     | 22.67 |
| Összesen | Összesen                  | 285,185    | 100.0 |

| Párt     | Jelölt       | Szavazatok | %     |
| -------- | ------------ | ---------- | ----- |
|          | Kathy Hochul | 7          | 100.0 |
|          | Mark Manna   | 0          | 0.0   |
| Összesen | Összesen     | 7          | 100.0 |

| Párt               | Jelölt             | Szavazatok | %     |
| ------------------ | ------------------ | ---------- | ----- |
|                    | Kathy Hochul       | 52,713     | 47.35 |
|                    | Jane Corwin        | 47,187     | 42.38 |
| TEA                | Jack Davis         | 10,029     | 9.01  |
|                    | Ian Murphy         | 1,177      | 1.06  |
| További szavazatok | További szavazatok | 232        | 0.21  |
| Összesen           | Összesen           | 111,338    | 100.0 |

| Párt               | Jelölt                    | Szavazatok | %     |
| ------------------ | ------------------------- | ---------- | ----- |
|                    | Chris Collins             | 161,220    | 50.77 |
|                    | Kathy Hochul (hivatalban) | 156,219    | 49.20 |
| További szavazatok | További szavazatok        | 95         | 0.03  |
| Összesen           | Összesen                  | 317,534    | 100.0 |

| Párt     | Jelölt       | Szavazatok | %     |
| -------- | ------------ | ---------- | ----- |
|          | Kathy Hochul | 329,089    | 60.20 |
|          | Timothy Wu   | 217,614    | 39.81 |
| Összesen | Összesen     | 546,703    | 100.0 |

| Párt               | Jelölt              | Szavazatok | %     |
| ------------------ | ------------------- | ---------- | ----- |
|                    | Kathy Hochul        | 2,069,480  | 54.19 |
|                    | Christopher J. Moss | 1,537,077  | 40.25 |
|                    | Brian Jones         | 184,419    | 4.83  |
|                    | Christopher Edes    | 16,967     | 0.44  |
| SAP                | Bobby K. Kalotee    | 4,963      | 0.13  |
| További szavazatok | További szavazatok  | 6,378      | 0.17  |
| Összesen           | Összesen            | 3,819,284  | 100.0 |

| Párt               | Jelölt                    | Szavazatok | %     |
| ------------------ | ------------------------- | ---------- | ----- |
|                    | Kathy Hochul (hivatalban) | 3,635,340  | 59.55 |
|                    | Julie P. Killian          | 2,207,602  | 36.16 |
|                    | Jia Lee                   | 103,946    | 1.70  |
|                    | Andrew C. Hollister       | 95,033     | 1.56  |
| SAM                | Michael Volpe             | 55,441     | 0.91  |
|                    | Harry D’Agostino          | 0          | 0     |
| További szavazatok | További szavazatok        | 7,115      | 0.12  |
| Összesen           | Összesen                  | 6,104,477  | 100.0 |

| Párt     | Jelölt       | Szavazatok | %     |
| -------- | ------------ | ---------- | ----- |
|          | Kathy Hochul | 1          | 100.0 |
| Összesen | Összesen     | 317,534    | 100.0 |